# Меч Уоллеса

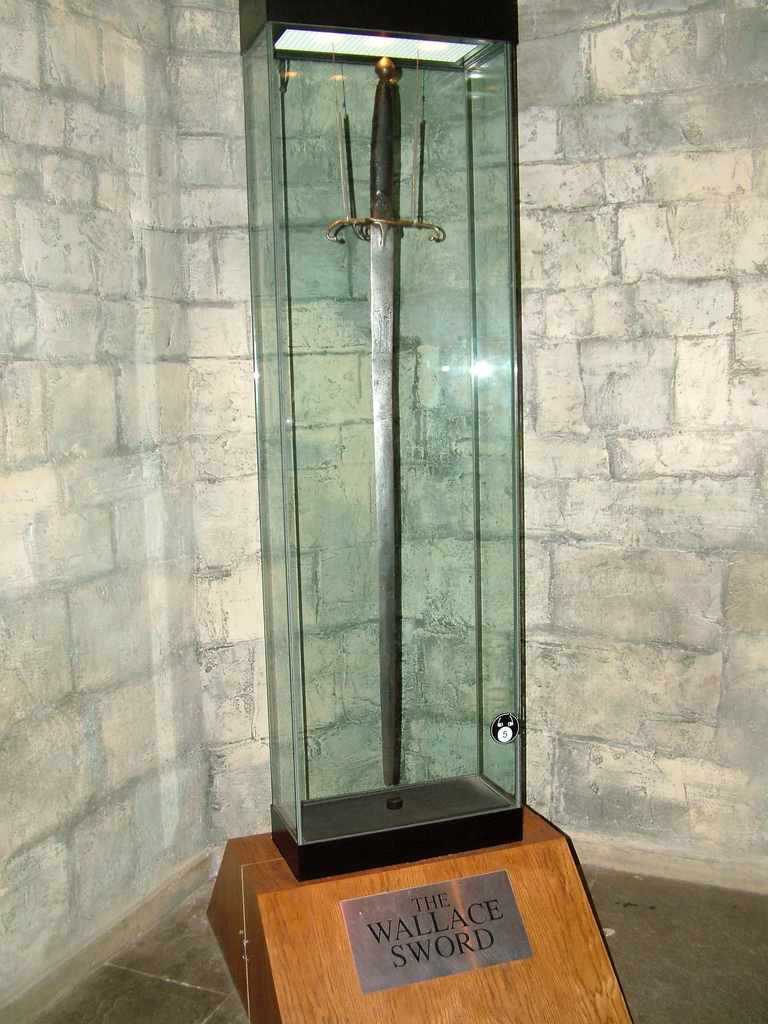
«Меч Уоллеса» в витрине Монумента Уоллеса

Меч Уоллеса (англ. Wallace Sword) — личное оружие Уильяма Уоллеса (1270—1305), шотландского рыцаря XIII века, борца за независимость Шотландии. По преданию, использовался Уоллесом в сражении на Стерлингском мосту (1297 год), битве при Фолкерке (1298 год) и ряде других боёв. Длина меча с рукоятью составляет 163 сантиметра, в том числе клинок 132 сантиметра. Максимальная ширина лезвия — 5,7 сантиметра. Вес — 6 фунтов или 2,7 килограмма.

## История
Как предполагают исследователи, после казни Уильяма Уоллеса в 1305 году меч был передан коменданту замка Дамбартон Джону де Ментейту, хотя письменных подтверждений этому нет. Следующее упоминание о судьбе оружия встречается через двести лет, в 1505 году, когда король Шотландии Яков IV дал указание выделить 26 шиллингов оружейнику на изготовление для меча Уоллеса новых рукояти и навершия с усилением крепления этих элементов, а также ножен и пояса. Старые — оригинальные, по преданию, после битвы на Стерлингском мосту были сделаны из высушенной кожи Хью Крессингэма, английского казначея и мытаря, дравшего с горцев три шкуры и получившего, таким образом, жестокое воздаяние.
Никаких новых письменных упоминаний о мече не будет найдено ещё в течение трёх столетий. Далее известно, что по указанию премьер-министра Артура Веллингтона в 1825 году он отправлен в королевский арсенал лондонского Тауэра для ремонта, а в 1875 году, согласно письму Военного министерства, меч представлен некоему Самуэлю Мейрику на экспертизу. Доктор Мейрик был специалистом по древним мечам, но оценил его возраст, исследуя в первую очередь крепления эфеса, которые были заменены на новые в начале XVI века по указанию Якова IV. Таким образом, эксперт пришёл к выводу, что время изготовления меча не могло датироваться ранее 1500 года. Но он не учёл возраст собственно клинка, принадлежность которого мечу Уоллеса у современников, судя по всему, сомнения не вызывала. В начале 1880-х годов биограф Уильяма Уоллеса Чарльз Роджерс начал активную переписку с руководством Военного министерства и добился того, что в 1888 году историческая реликвия была перемещена в Монумент Уоллеса.

## Оценки подлинности

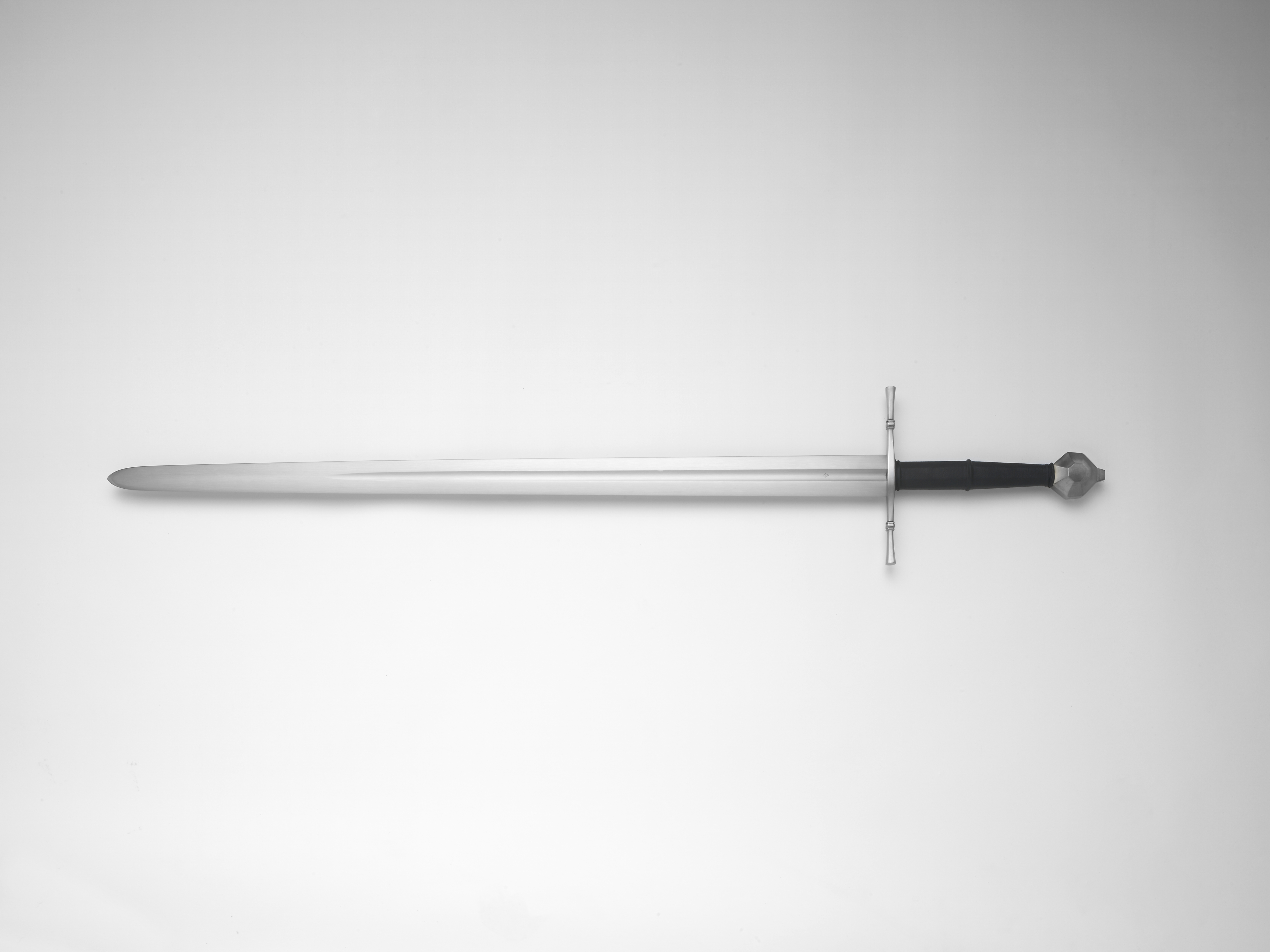
Меч XIII типа по типологии Оукшотта

О происхождения меча, выставленного в Монументе Уоллеса, на протяжении десятилетий ведутся многочисленные дискуссии. Первый аргумент противников подлинности: у клинка отсутствует дол — обязательный элемент меча XIII типа по типологии Окшотта (за исключением церемониального оружия). Другие относятся, главным образом, к рукояти: черенок эфеса оружия, выставленного в Монументе Уоллеса, значительно длиннее, чем у старых шотландских мечей; гарда имеет характерные изгибы в сторону клинка; навершие исполнено в форме луковицы, в отличие от традиционных для конца XIII века форм бразильского ореха или диска.
Доктор Дэвид Колдуэлл из Национального музея Шотландии считает, что так называемый «меч Уоллеса» является оружием, типичным скорее для XVI века. Впервые внимание к нему было привлечено в замке Думбартон, когда его посетил поэт Уильям Вордсворт в 1803 году. Один из солдат гарнизона обмолвился, что это оружие Уоллеса. Это был первый раз, когда меч был упомянут в связи с именем героического шотландца. Тем не менее, с точки зрения доктора Колдуэлла, не имеет значения, принадлежал меч Уоллесу или нет: сейчас это, в первую очередь, легенда. В сознании шотландцев этот большой, внешне аскетичный клинок является прекрасным выражением духа национального героя.